# Knocked Up
Knocked Up (bra: Ligeiramente Grávidos) é um filme de comédia dramática e comédia romântica estadunidense de 2007 co-produzido, escrito e dirigido por Judd Apatow. O filme é estrelado por Seth Rogen, Katherine Heigl, Paul Rudd e Leslie Mann. A história aborda as repercussões de um caso de uma noite entre um bêbado preguiçoso e uma personalidade da mídia recém-promovida, resultando em uma gravidez indesejada. A sequência spin-off, This Is 40, foi lançado em 2012.

## Sinopse
Duas pessoas completamente diferentes passam a noite em uma boate e lá se conhecem. Bêbados, Ben (Seth Rogen) e Alison (Katherine Heigl) passam a noite na casa de Alison com uma noite intensa. Sem ter usado camisinha, Ben engravida Alison e após oito semanas ela o procura para avisar que está grávida, e agora vão ter que fazer de tudo antes do bebê nascer. Com tudo isso rola uma grande confusão. Ben e Pete resolvem fugir para Las Vegas, e se divertem muito, mas durante uma apresentação do Cirque Du Soleil, Ben sente uma falta imensa de Alison. Ben e Pete resolvem voltar, e chegam quase no dia do aniversário da filha mais velha de Pete, enquanto Ben leva um fora de Alison. Após o fora, ele decide arrumar um emprego e ter seu próprio apartamento. Ele também passa a se importar mais com a gravidez, lendo livros de bebês. Uma noite, quando Debbie e Pete resolvem viajar durante 2 dias, Alison entra em trabalho de parto. Ela rapidamente liga para seu médico, que está fora da cidade, o que a faz se desesperar e ligar para Ben. E então a noite se torna uma grande confusão.

## Produção

### Escolha do elenco
Vários dos principais membros do elenco retornam de outros projetos anteriores de Judd Apatow : Seth Rogen, Martin Starr, Jason Segel, e James Franco, que atuaram na série de televisão cult de curta duração Freaks and Geeks. Desde a série de comédia criada por Apatow, Undeclared (que também contou com Rogen, Segel e Starr), o elenco ainda conta com Jay Baruchel e Loudon Wainwright III. Paul Feig, que co-criou Freaks and Geeks e estrelou Heavyweights que Apatow escreveu, também faz uma breve aparição como o garoto com a fantasia de beisebol. Steve Carell, que faz uma participação especial como ele mesmo, fez o papel principal em The 40-Year-Old Virgin, de Apatow, que também estrelou Rogen e Rudd, bem como apareceram em Anchorman: The Legend of Ron Burgundy produzido por Apatow. Finalmente, Leslie Mann, que também apareceu em The 40-Year-Old Virgin, é casada com Apatow e suas duas filhas fazem seus filhos no filme.
Anne Hathaway foi escolhida originalmente para o papel de Alison no filme, mas desistiu devido a razões criativas que Apatow atribuí a discordância de Hathaway com planos de usar imagens reais de uma mulher dando à luz. Jennifer Love Hewitt e Kate Bosworth fizeram testes para o papel depois de Hathaway abandonar o projeto, mas acabaram perdendo para Katherine Heigl.
Bennett Miller, o diretor de Capote, aparece em um bônus de DVD do documentário paródia chamado de "Diretor do Diretor", no qual ele supostamente está sendo contratado pelo estúdio para supervisionar o trabalho de Apatow, mas só interfere com ele, o que levou os dois em uma briga.

## Recepção

### Bilheteria
O filme estreou em # 2 nas bilheterias dos EUA, arrecadando $30,690,990 em sua semana de estreia, atrás de Pirates of the Caribbean: At World's End no segundo fim de semana. O filme arrecadou $148,768,917 no mercado interno e $70,307,601 em territórios estrangeiros, totalizando $219,076,518. O filme também passou oito semanas no topo dos dez de bilheteria, a maior sequência entre as aberturas de maio – junho de 2007. Uma empresa especializada em rastreamento de respostas à publicidade que abrange vários tipos de mídia atribuí o inesperado sucesso financeiro do filme para o uso de anúncios de rádio e televisão em combinação.

### Resposta da crítica
Knocked Up foi aclamado pela crítica em seu lançamento. O filme tem uma classificação de 91% "fresco" e uma classificação média de 7,7 no Rotten Tomatoes, baseado em 235 comentários. O site informou o consenso crítico como "Knocked Up é um olhar hilariante, comovente e refrescante para os rigores do namoro e criação dos filhos, com um roteiro por vezes atrevido, ainda mais experiente que é habilmente atuado e dirigido." Ele também tem uma pontuação de 85 (de 100) no Metacritic com base em 38 comentários, indicando "aclamação universal".

### Alegação de violação de direitos autorais
Autora canadense Rebecca Eckler escreveu na revista Maclean's sobre as semelhanças entre o filme e seu livro, Knocked Up: Confessions of a Hip Mother-to-Be, que foi lançado nos EUA em março de 2005. Ela perseguiu uma ação legal contra Apatow e Universal Pictures. com base na violação de direitos autorais. Em uma declaração pública, Apatow disse: "Qualquer um que lê o livro e vê o filme saberá imediatamente que eles são duas histórias muito diferentes sobre uma experiência comum".
Outra autora canadense, Patricia Pearson, também afirmou publicamente semelhanças entre o filme e seu romance, Playing House. Ela se recusou a processar e declarou que a ação de Eckler era frívola.

## Música
Strange Weirdos: Music From and Inspired by the Film Knocked Up, um álbum de trilha sonora original, foi composta para o filme por cantor e escritor de música folclórica e Loudon Wainwright III e Joe Henry. No entanto, a canção principal do filme "Daughter" foi escrito por Peter Blegvad.
Além de faixas de Wainwright, havia cerca de 40 canções apresentadas no filme que não foram incluídas na trilha sonora oficial da Concord Records.
Algumas das canções apresentadas no Knocked Up são:
- "We Are Nowhere and It's Now" – Bright Eyes (banda) (participação Emmylou Harris)
- "All Night" de Damien Marley
- "Stand up tall" de Dizzee Rascal
- "Rock Lobster" de The B-52's
- "Gives You Hell" de The All-American Rejects
- "Police On My Back" de The Clash
- "Biggest Part of Me" de Ambrosia
- "Smile" de Lily Allen
- "Girl" de Beck
- "King without a Crown" de Matisyahu
- "Toxic" de Britney Spears
- "Santeria" de Sublime
- "Tropicana" de Ratatat
- "Shimmy Shimmy Ya" de Ol' Dirty Bastard
- "Love Plus One" de Haircut One Hundred
- "Rock You Like a Hurricane" de Scorpions
- "Reminiscing" de Little River Band
- "Ashamed" de Tommy Lee
- "Swing" de Savage (apresentado na seção do menu do DVD)
- "Shame on a Nigga" de Wu-Tang Clan (usado no trailer do filme)
- "Grey in LA" de Loudon Wainwright III
- "End of the Line" de Traveling Wilburys (usado no trailer do filme)

## This Is 40
Variety informou em janeiro de 2011 que Paul Rudd e Leslie Mann iria, reprisar seus papéis de Knocked Up para um novo filme escrito e dirigido por Apatow, intitulado This Is 40. Apatow afirmou que não seria nem uma sequência ou prequela de Knocked Up, mas um spin-off, com foco em Pete e Debbie, o casal interpretado por Rudd e Mann. O filme foi rodado no verão de 2011, e foi lançado em 21 de dezembro de 2012.